# Clifford Stein

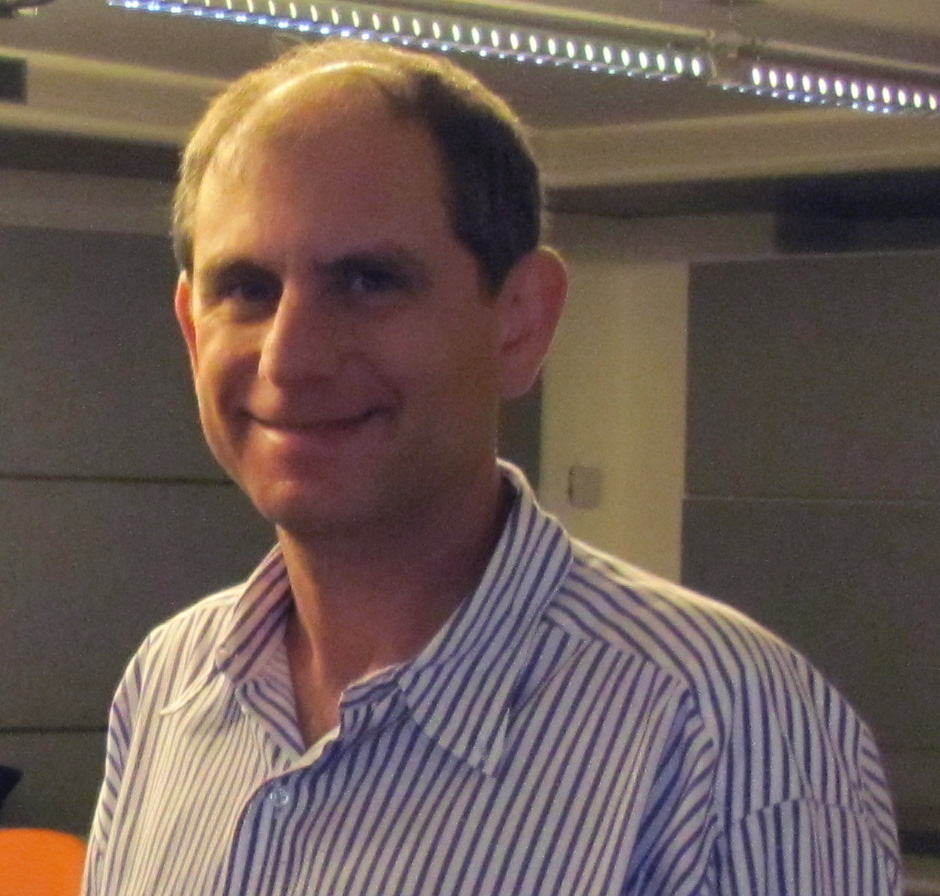
Clifford Stein en 2010.

Clifford Stein es catedrático de informática en la universidad de Columbia, en Nueva York. En 1987 se graduó en la universidad de Princeton; se licenció en el MIT en 1989, y en 1992 obtuvo en el mismo lugar su doctorado.
Es coautor del libro Introduction to Algorithms junto con Charles E. Leiserson, Ronald Rivest y Thomas H. Cormen, un libro de referencia en muchos cursos de programación, algoritmos e informática.

## Publicaciones
- Cormen, Thomas H.; Leiserson, Charles E.; Rivest, Ronald L.; Stein, Clifford (2001). Introduction to Algorithms (second edition edición). MIT Press and McGraw-Hill. ISBN 0-262-53196-8.